# 1 Reyes 22
1 Reyes 22 es el vigesimosegundo y último capítulo de los Libros de los Reyes de la Biblia hebrea o Primer Libro de los Reyes del Antiguo Testamento de la Biblia cristiana El libro es una compilación de varios anales que registran los actos de los reyes de Israel y Judá por un compilador deuteronómico en el siglo VII a. C., con un suplemento añadido en el siglo VI a. C. 1 Reyes 12:1 a 1 Reyes 16:14 documenta la consolidación de los reinos del norte de Israel y Judá: Este capítulo pertenece a la sección que comprende de 1 Reyes 16:15 a 2 Reyes 8:29, que documenta el período de los Omrides. Este capítulo se centra en el reinado de los reyes Ajab y Ocozías en el reino del norte, así como del rey Josafat en el reino del sur.

## Texto
Este capítulo fue escrito originalmente en lengua hebrea y desde el siglo XVI se divide en. 53 Versículos en las Biblias cristianas, pero en 54 Versículos en la Biblia hebrea como en la tabla comparativa de numeración de versículos de abajo.

### Numeración de Versículos
| Español  | Hebreo   |
| -------- | -------- |
| 22:1-43a | 22:1-44  |
| 22:43b   | 22:44    |
| 22:44-53 | 22:45-54 |

Este artículo sigue generalmente la numeración común en las versiones cristianas de la Biblia en inglés, con notas a la numeración en la versión hebrea de la Biblia

### Testigos textuales
Algunos de los primeros manuscritos que contienen el texto de este capítulo en hebreo pertenecen a la tradición del Texto Masorético, que incluye el Códice de El Cairo (895), el Códice de Alepo (siglo X) y el Códice Leningradensis (1008). Se encontraron fragmentos que contenían partes de este capítulo en hebreo entre los Rollos del mar Muerto, es decir, 6Q4 (6QpapKgs; 150-75 a. C.) con los Versículos 28-31 existentes.}.
También existe una traducción al griego koiné conocida como Septuaginta, realizada en los últimos siglos a. C.. Los manuscritos antiguos existentes de la versión Septuaginta incluyen el Codex Vaticanus (B; {\displaystyle {\mathfrak {G}}}B; siglo IV) y el Codex Alexandrinus (A; {\displaystyle {\mathfrak {G}}}A; siglo V).